# Amanda Delgado Johansson
Amanda Delgado Johansson, född 20 november 1995, är en svensk innebandyspelare som spelar för IKSU och svenska landslaget.. Hon är född på Gran Canaria men när hon var sju år gammal flyttade familjen till Sverige och Uppsala. 
Som åttaåring började Amanda Delgado Johansson spela innebandy i Nyby IBK. När hon var 12 år började hon spela i Hagundas pojklag, där hon spelade fram till 15 års ålder. Därefter gick hon till Sten Sture, nuvarande IK sirius. Hon spelade för FBC Uppsala i Svenska Superligan 2013. Hösten 2015 bytte hon klubb till IKSU Innebandy i Umeå.
Amanda Delgado Johansson debuterade för svenska landslaget hösten 2014 och var ordinarie när Sverige vann världsmästerskapet i innebandy för damer 2015. Amanda lade den avgörande straffen under straffläggningen som gav VM-guld till Sverige.
Delgado Johansson delade tidigare sitt idrottsintresse mellan innebandy och fotboll. Som 15-åring kom hon med i det svenska juniorlandslaget i fotboll. Delgado Johansson dubblerade innebandy och fotboll fram till 16 års ålder, då hon valde innebandy som sin huvudsport.